# Alejandro W. Bunge
Alejandro W. Bunge (* 21. November 1951 in Buenos Aires) ist ein argentinischer römisch-katholischer Geistlicher, Kirchenrechtler und Kurienbeamter. Von 2020 bis 2022 war er Präsident des Päpstlichen Arbeitsamtes.

## Leben
Alejandro W. Bunge studierte Philosophie und Theologie. Er empfing am 23. Dezember 1978 das Sakrament der Priesterweihe für das Bistum San Isidro. Er absolvierte nach weiteren Studien an der Päpstlichen Katholischen Universität von Argentinien (UCA) das Lizenziat in Theologie. Ein kirchenrechtliches Studium an der Päpstlichen Universität Heiliger Thomas von Aquin in Rom schloss er mit der Promotion in Kanonischem Recht ab. 
Von 1996 bis 2013 lehrte er als ordentlicher Professor für Kanonisches Recht und war Dekan der kirchenrechtlichen Fakultät der UCA. Darüber hinaus lehrte er an verschiedenen Priesterseminaren, war zeitweise Präsident und Offizial des interdiözesanen Kirchengerichts in Buenos Aires sowie Präsident der argentinischen Gesellschaft für Kanonisches Recht.
Papst Franziskus ernannte ihn am 7. April 2013 zum Prälaten und Auditor der Römischen Rota. Von 2014 bis 2015 war er Mitglied der Kommission für das Studium der Reform der Eheprozesse im kanonischen Recht.
Am 1. Oktober 2020 ernannte ihn Papst Franziskus zum Präsidenten des Arbeitsamt des Apostolischen Stuhls. In dieser Funktion wurde er am 26. Januar 2022 von Bischof Giuseppe Sciacca abgelöst. Franziskus berief ihn am 8. Januar 2021 zudem zum Mitglied der Disziplinarkommission der römischen Kurie.